# 仮面ライダーレジェンド
『仮面ライダーレジェンド』（かめんライダーレジェンド）は、2011年11月にバンダイナムコゲームス（後のバンダイナムコエンターテインメント）とDeNAが運営するMobage（モバゲー）よりサービスを配信したフィーチャーフォン向けソーシャルゲーム。
2012年3月にはスマートフォン（iPhoneおよびAndroid）、同年6月にはmixi（フィーチャーフォン・スマートフォン両対応）にもサービスを配信した。
2012年12月にはdマーケット内のdゲームでも対応した（フィーチャーフォン・スマートフォン両対応）。
2015年6月25日をもってサービス終了。

## 概要
東映製作の特撮作品である「仮面ライダーシリーズ」を土台に、初代『仮面ライダー』から『仮面ライダードライブ』までの歴代仮面ライダーや怪人の力が封じ込められたブレイブジュエルを集め、敵組織と戦う。